# Tarano
Tarano ist eine Gemeinde mit 1366 Einwohnern (Stand 31. Dezember 2023) in der Provinz Rieti in der italienischen Region Latium.
|  |

## Geographie
Tarano liegt 64 km nördlich von Rom und 41 km südwestlich von Rieti in der Niederen Sabina, dem Hügelland oberhalb des Tals des Tiber. Das Gemeindegebiet erstreckt sich von 71 bis 310 m s.l.m.
Zur Gemeinde gehören die Ortsteile San Polo, Baracche di Tarano und Baracche di San Polo.
Die Gemeinde befindet sich in der Erdbebenzone 2 (mittel gefährdet). Die Nachbargemeinden sind Collevecchio, Forano, Montebuono, Selci, Stimigliano und Torri in Sabina.

## Verkehr
Tarano liegt an der strada statale 657 Sabina (SS 657), die von Galantina (SS 313) zur Tiberbrücke Ponte Felice an der Via Flaminia führt. Die nächste Autobahnauffahrt ist Ponzano - Soratte an der A1 Autostrada del Sole. Der nächste Bahnhof ist in Stimigliano an der Regionalbahnstrecke FR1 in 11 km Entfernung vom Ortszentrum.

## Geschichte
Im Jahre 952 im Registrum Farfense erstmals als Besitz Farfas genannt, gab es mehrfach Streit um den tatsächlichen Besitz zwischen den Savelli und Orsini, in den auch Kardinal Albornoz eingriff. Nach dem erbenlosen Tod von Onorio Savelli wurde Tarano von der Camera Apostolica eingezogen und blieb bis 1861 im Kirchenstaat, der dann in Italien aufging.

## Bevölkerungsentwicklung
| Jahr      | 1861 | 1881 | 1901 | 1921 | 1936 | 1951 | 1971 | 1991 | 2001 |
| --------- | ---- | ---- | ---- | ---- | ---- | ---- | ---- | ---- | ---- |
| Einwohner | 904  | 1095 | 1438 | 1587 | 1710 | 1704 | 1133 | 1141 | 1198 |

Quelle: ISTAT

## Politik
Miranda Glandarelli (Lista Civica: Tarano S. Giorgio Borgonuovo S. Polo) ist seit der Wahl am 26. Mai 2019 die neue Bürgermeisterin.

## Sehenswürdigkeiten
- Die Pfarrkirche Santa Maria Assunta ist ein bemerkenswertes Bauwerk. Sie hat nicht nur einen hohen Glockenturm mit fünf zwischen Zahnschnittreliefs sitzenden oberen Geschossen, die in Biforienfenstern enden, sondern auch eine herausragende Fensterrose mit allen Einzelteilen, die dazu gehören. Der Innenraum ist voll an Fresken, die meistens aus dem Mittelalter stammen. Vor allem sind es zwei Kreuzigungen, die ins Auge fallen.
- Von 1102 bis 1604 saßen im Weiler San Polo die Savelli als Ortsherren. Die Kirche Santi Pietro e Paolo wurde nach dem Erdbeben von 1915 erst spät 1966 renoviert. Der Glockenturm enthält eine Glocke des Jahres 1272 von Guidoccio da Pisa.
- Die Kapelle Santa Maria della Noce hat ein mit Diamantquadern gestaltetes Rundbogenportal. Im Inneren sind diverse Fresken vorhanden, die unterschiedliche Motive zeigen, davon ein Triptychon von Christus mit den heiligen Katharina und Nikolaus. Dazu sind weitere Gemälde vorhanden, darunter eine Sacra Conversazione der Madonna mit Kind, Heiligen und Gottvater. Schließlich ist eine gekrönte Madonna mit dem Jesuskind zu sehen.